# هوكاني سفلي (مقاطعة دالاهو)
هوكاني سفلي (بالفارسية: هوکانی سفلی) هي قرية تقع في قسم حومة كرند الريفي (مقاطعة دالاهو) في إيران. يقدر عدد سكانها بـ 30 نسمة بحسب إحصاء 2016.